# Guillaume Morel
Guillaume Morel (ur. 1505 w Le Teilleul, Normandia; zm. 19 lutego 1564 w Paryżu) – francuski humanista i drukarz. 
Pochodził z biednej rodziny mimo to zdecydował się na studia. Studiował języki klasyczne, grekę i łacinę. Początkowo dawał korepetycje z języka greckiego studentom później pracował jako korektor drukarski w drukarni Jean Loysa. W 1544 r. napisał komentarz do traktatu Cycerona De finibus i dedykował go Jean Spifame, rektorowi (Chancelier) Uniwersytetu w Paryżu a wkrótce, także biskupowi Nevers. Publikacja została zauważona. Razem z Jacques Bogardem w 1548 r. wydaje Kwintyliana Institutionis oratoriae libri XII. W następnym roku wstępuje do paryskiego cechu drukarzy, osiedla się w pobliżu Collége de Reims i zajmuje się drukiem greckich dzieł. W 1552 r. wchodzi w spółkę z Turnebusem, drukarzem królewskim do spraw literatury greckiej. W 1555 r. przejął funkcję po Turnebusie mimo że same czcionki dostały się w ręce Michela Vascosan i Roberta II Estienne. Jako samodzielny drukarz zasłynął wydaniem Thesaurus vocum omnium latinarum gdzie zawarł łacińskie tłumaczenia, niepulikowanych greckich rękopisów znajdujących się w paryskiej bibliotece. Mimo sukcesów edytorskich Guillaume Morel umiera, pozostawiając drukarnię zadłużoną. Tytuł królewskiego drukarza pozostał przy żonie która wkrótce poślubiła Jeana Bien-Né. Tytuł królewskiego drukarza dzieł greckich oraz warsztat drukarski pozostają w rodzinie i przez córkę Jeanne przechodzą na jej męża Estienne Prevosteau.
Brat Guillaume, Jean Morel został oskarżony o herezję i po 20 latach zmarł w więzieniu w 1559 r. Jego ciało wkrótce wykopano i spalono 27 lutego 1559 r. 